# Seznam kenijskih politikov
Seznam kenijskih politikov.

## A
Moody Awori - 

## B
Nicholas Biwott - 

## K
Josiah Mwangi Kariuki - Jomo Kenyatta - Uhuru Kenyatta - Mwai Kibaki - 

## M
Masinde Muliro - Kenneth Matiba - Tom Mboya - Daniel arap Moi - Joseph Murumbi - Kalonzo Musyoka - Chirau Ali Mwakwere - 

## O
Jaramogi Oginga Odinga - Raila Odinga - Grace Ogot - Tom Okelo-Odongo - Robert Ouko - 

## P
Pio Gama Pinto - 

## R
William Ruto

## T
Raphael Tuju

## W
Amos Wako - Michael Wamalwa Kijana - 